# شراجب (الرجم)

تعديل مصدري - تعديل

شراجب هي إحدى قرى عزلة المدني بمديرية الرجم التابعة لمحافظة المحويت، بلغ تعداد سكانها 277 نسمة حسب تعداد اليمن لعام 2004.